# Логор Дрозендорф
Логор Дрозендорф био је први већи аустроугарски концентрациони логор, у близини градића Дрозендорф, основан 1914. године на основу наређења окружне команде, за интерниране српске цивиле, задржане пре почетка Првог светског рата у аустријском делу Аустроугарске монархије.

## Положај и пространство и обезбеђење
Логор Дрозендорф се налазио у близини истоименог градића Дрозендорф, у области Таја, на око 112 км северозападно од Беча. Логор је био размештен у некадашњем великом складишту за жито  на само неколико минута хода од локалне железничке станице Дрозендорф.
Логорски комплекс, који је имао јако лоше смештајне услове, због лошег стања објекта некадашње житнице био је ограђен и, у њему се могао сместити знатан број интернираца.
Надзор над интернирцима у првим данима вршило је тринаест босанско-херцеговачких војника, као и један подофицир. Ове војнике и подофицире 14.септембра 1914. заменили су аустријски полицајци. 

## Предуслови
Најкасније од 25. јула 1914. године аустроугарске власти су почеле да хапсе и задржавају држављане Краљевине Србије који су се затекли на њеној територији не правећи разлику према полу или старости. Претежно су то били пословни људи који су боравили у Бечу, Будимпешти и другим градовима, студенти, затим туристи који су се налазили на одмору у разним приморским местима Аустроугарске.
По доступним подацима у јулу 1914. године задржано је око 1.000. људи од којих је већина по хапшењу интернирана у прве импровизоване логоре или места за конфинацију као што су: Дрозендорф, Карлштајн, Илмау, Гросау и Куфштајн у аустријском делу, те Ђенђеш, Вац, Лугош и Арад у угарском делу монархије.

## Прилив интернираца у логор
- Крајем августа, у логор је стигао први транспорт од 80 људи.
- 7. септембра из Гетвајга у логор је пребачено још 300 заточеника.
- 9. септембра депортовано је још 144 интернирца, тако да се у другој недељи септембра 1914. године  у логору налазило више од 500 цивила, углавном Срба и Руса.

Због све већег броја заробљеника који нису могли бити адекватно збринути, логор је морао бити проширен. За време трајања радова, крајем септембра 1914. године у за ту намену испражњени замак Илмау пребачено око 150 Руса и Срба.
Жене и деца, који су првобитно били смештени у оквиру логора, у за њих посебно  изграђено  одељење, пребачени су током октобра 1914. године у логор Карлштајн.
| Бројно стање интернираних цивила у логору Дрозендорф од августа 1917. до јуна 1918. | Бројно стање интернираних цивила у логору Дрозендорф од августа 1917. до јуна 1918. | Бројно стање интернираних цивила у логору Дрозендорф од августа 1917. до јуна 1918. | Бројно стање интернираних цивила у логору Дрозендорф од августа 1917. до јуна 1918. | Бројно стање интернираних цивила у логору Дрозендорф од августа 1917. до јуна 1918. |
| Датум                                                                               | укупно                                                                              | способни да носе оружје                                                             | неспособни да носе оружје                                                           | жене                                                                                |
| ----------------------------------------------------------------------------------- | ----------------------------------------------------------------------------------- | ----------------------------------------------------------------------------------- | ----------------------------------------------------------------------------------- | ----------------------------------------------------------------------------------- |
| Август 1917.                                                                        | 96                                                                                  | 83                                                                                  | 3                                                                                   | 10                                                                                  |
| Септембар 1917.                                                                     | 91                                                                                  | 76                                                                                  | 5                                                                                   | 10                                                                                  |
| Октобар 1917.                                                                       | 92                                                                                  | 78                                                                                  | 5                                                                                   | 9                                                                                   |
| Новембар 1917.                                                                      | 91                                                                                  | 76                                                                                  | 6                                                                                   | 9                                                                                   |
| Децембар 1917.                                                                      | 90                                                                                  | 77                                                                                  | 5                                                                                   | 8                                                                                   |
| Јануар 1918.                                                                        | 89                                                                                  | 77                                                                                  | 4                                                                                   | 8                                                                                   |
| Фебруар 1918.                                                                       | 87                                                                                  | 76                                                                                  | 4                                                                                   | 7                                                                                   |
| Март 1918.                                                                          | 88                                                                                  | 77                                                                                  | 5                                                                                   | 6                                                                                   |
| Април 1918.                                                                         | 83                                                                                  | 75                                                                                  | 3                                                                                   | 5                                                                                   |
| Мај 1918.                                                                           | 82                                                                                  | 75                                                                                  | 3                                                                                   | 4                                                                                   |
| Јун 1918.                                                                           | 82                                                                                  | 75                                                                                  | 3                                                                                   | 3 +1 дете                                                                           |

### Смештај интернираца ван логора у граду Дрозендорф
Почетком 1915. године, из логора је у град Дрозендорф пребачено око 100 логораша који су добили статус конфинираних. Они су били у обавези да сами плаћају смештај и храну. Ове особе су могле да се крећу у за то одређеном подручју, а у за то одређено време морали су се јављати на прозивку код надлежног супервизора.